# Метаарсенат калия
Метаарсенат калия — неорганическое соединение,
соль калия и метамышьяковой кислоты с формулой KAsO3,
бесцветные кристаллы.

## Получение
- Разложение при нагревании дигидроарсената калия:

{\displaystyle {\mathsf {KH_{2}AsO_{4}\ {\xrightarrow {>230^{o}C}}\ KAsO_{3}+H_{2}O}}}

## Физические свойства
Метаарсенат калия образует бесцветные кристаллы.
При 530°С переходит в фазу β-KAsO3, которую можно (при быстром охлаждении) закалить и получить метастабильную при комнатной температуре фазу γ-KAsO3.